# Галиция шестнадцатипятнистая
Галиция шестнадцатипятнистая(лат. Halyzia sedecimguttata) — вид божьих коровок, рода Halyzia. Встречается с апреля по октябрь. Зиму проводят под корой деревьев и в опавших листьях. Питаются эризифовыми и тлёй. Можно встретить в лесистой местности на дубе, клёне, лещине обыкновенной, ясене и других.

## Описание
Длина 5—7 мм. Тело овальной формы, скорее круглое, чем удлиненное. Глаза чёрные. Усики светло-коричневые и слегка утолщенные на конце. Надкрылья оранжевого цвета, пятна крупные, кремово-белые. Их количество достигает 16. Края надкрылий и переднеспинки слегка прозрачные.
Этот вид довольно похож на Calvia decemguttata и Vibidia duodecimguttata.

## Распространение по миру
В ареал входит Европа, Россия, Казахстан, Малая Азия, Монголия, Северный Китай и Япония.

## Галерея

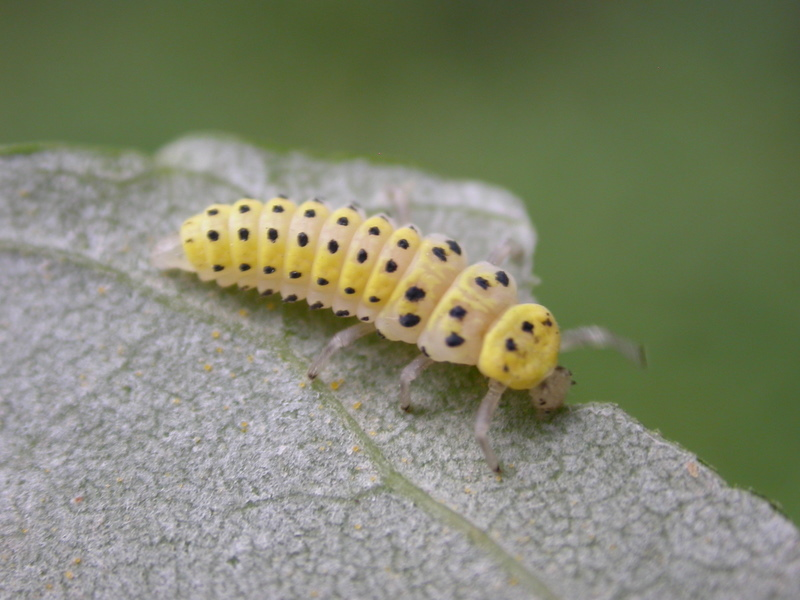
Личинка
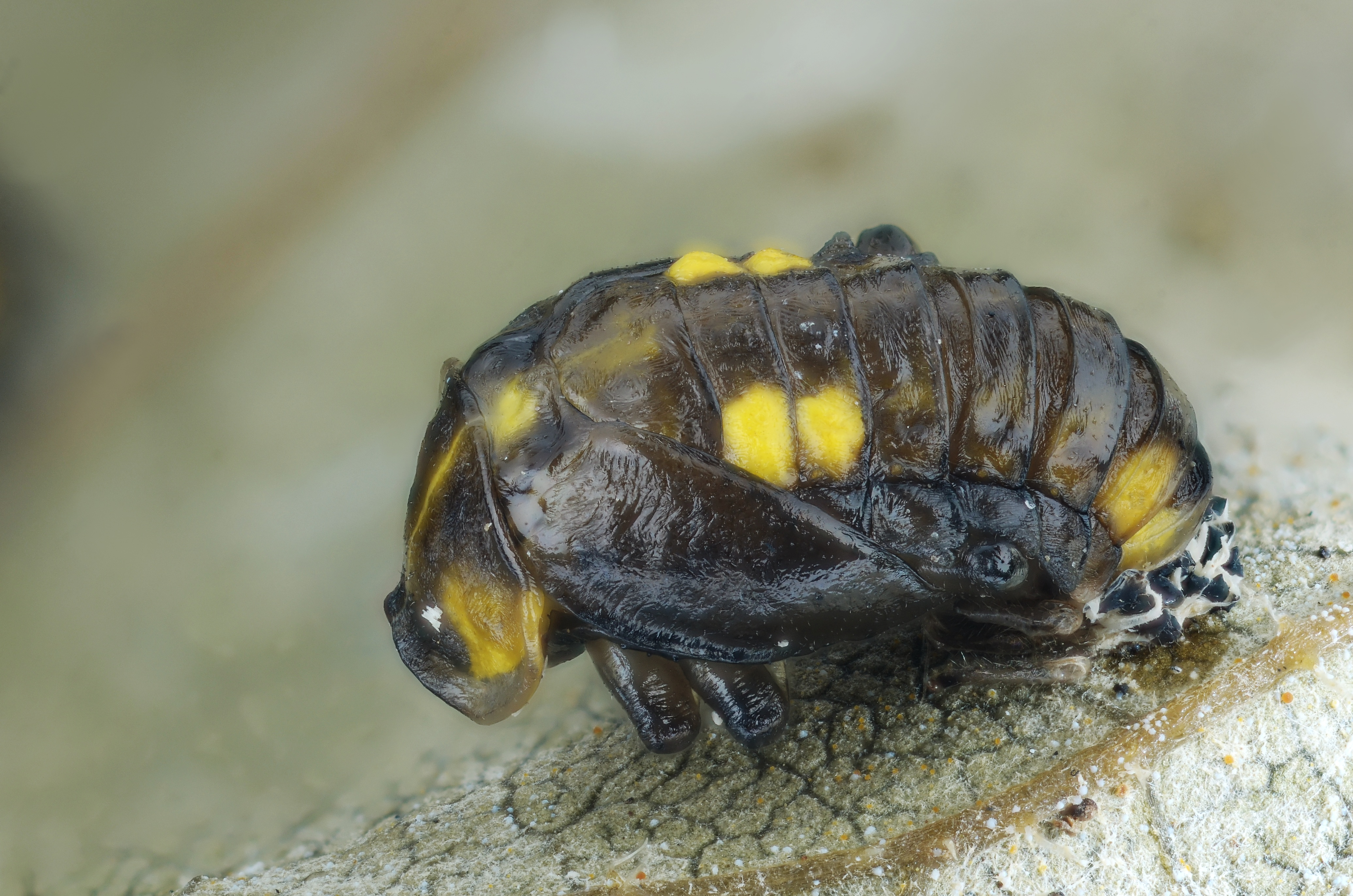
Куколка
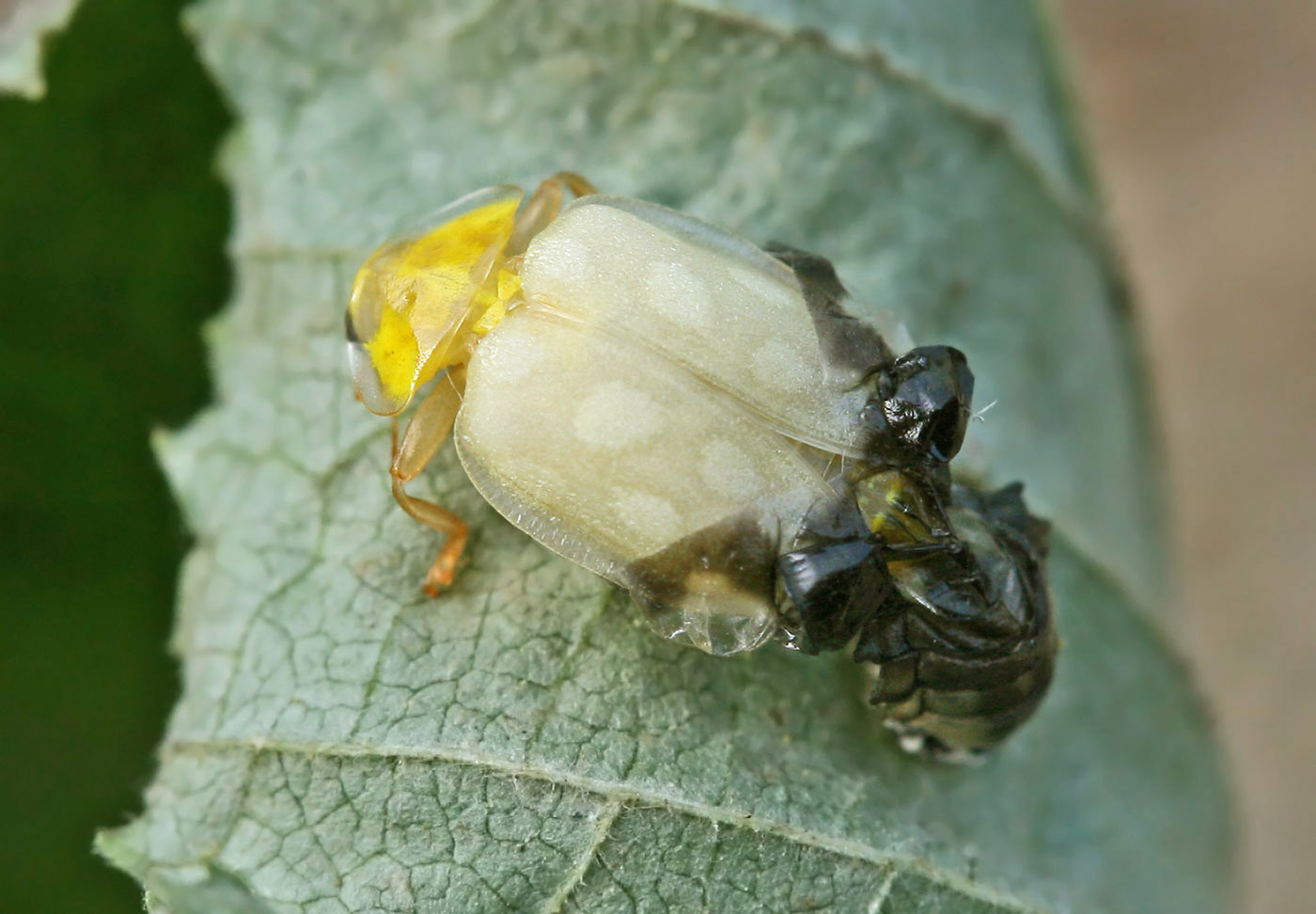
Имаго выходит из куколки
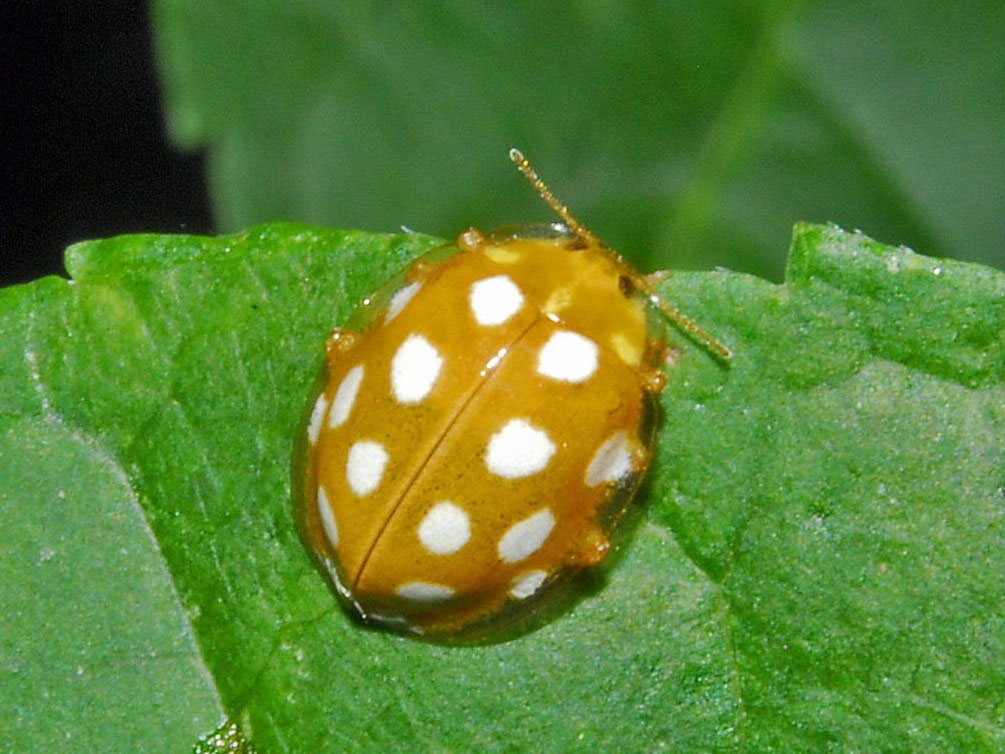
Имаго